# Stati Uniti d'America ai XV Giochi olimpici invernali
Gli Stati Uniti d'America parteciparono ai XV Giochi olimpici invernali, svoltisi a Calgary, Canada, dal 13 al 28 febbraio 1988, con una delegazione di 118 atleti impegnati in dieci discipline.